# Aérodrome de Lognes-Émerainville
Het Vliegveld Lognes-Émerainville (Frans: Aérodrome de Lognes-Émerainville) (IATA:XLG, ICAO:LFPL) is een in het Franse departement Seine-et-Marne gelegen burgervliegveld. Het bevindt zich 1,5 km zuidelijk van Lognes, 28 km ten oosten van Parijs.
Het is een burgerluchthaven die opengesteld is voor privéverkeer dat op zicht kan vliegen, en kan -op aanvraag- ook internationaal verkeer afhandelen. De exploitatie is in handen van Aéroports de Paris.
Er zijn twee banen beschikbaar: een 700 meter lange asfaltbaan en een parallel gelegen 1100 meter tellende grasbaan.

## Bron
1. ↑  Aeroport.fr: Lognes-Émerainville